# Oblivion (Grimes)
Oblivion è un singolo della musicista canadese Grimes, pubblicato il 20 gennaio 2012 come secondo estratto dal terzo album in studio Visions.

## Video musicale
Il videoclip della canzone è stato reso disponibile il 3 marzo 2012.

## Tracce
1. Genesis – 4:15
2. Oblivion – 4:12

## Classifiche
| Classifica (2012) | Posizione massima |
| ----------------- | ----------------- |
| Irlanda           | 92                |
| Messico           | 39                |